# Tibor Pézsa
Tibor Pézsa (Esztergom, 15 novembre 1935) è un ex schermidore ungherese, vincitore di una medaglia d'oro e tre di bronzo nella scherma ai giochi olimpici.